# 永慶房屋

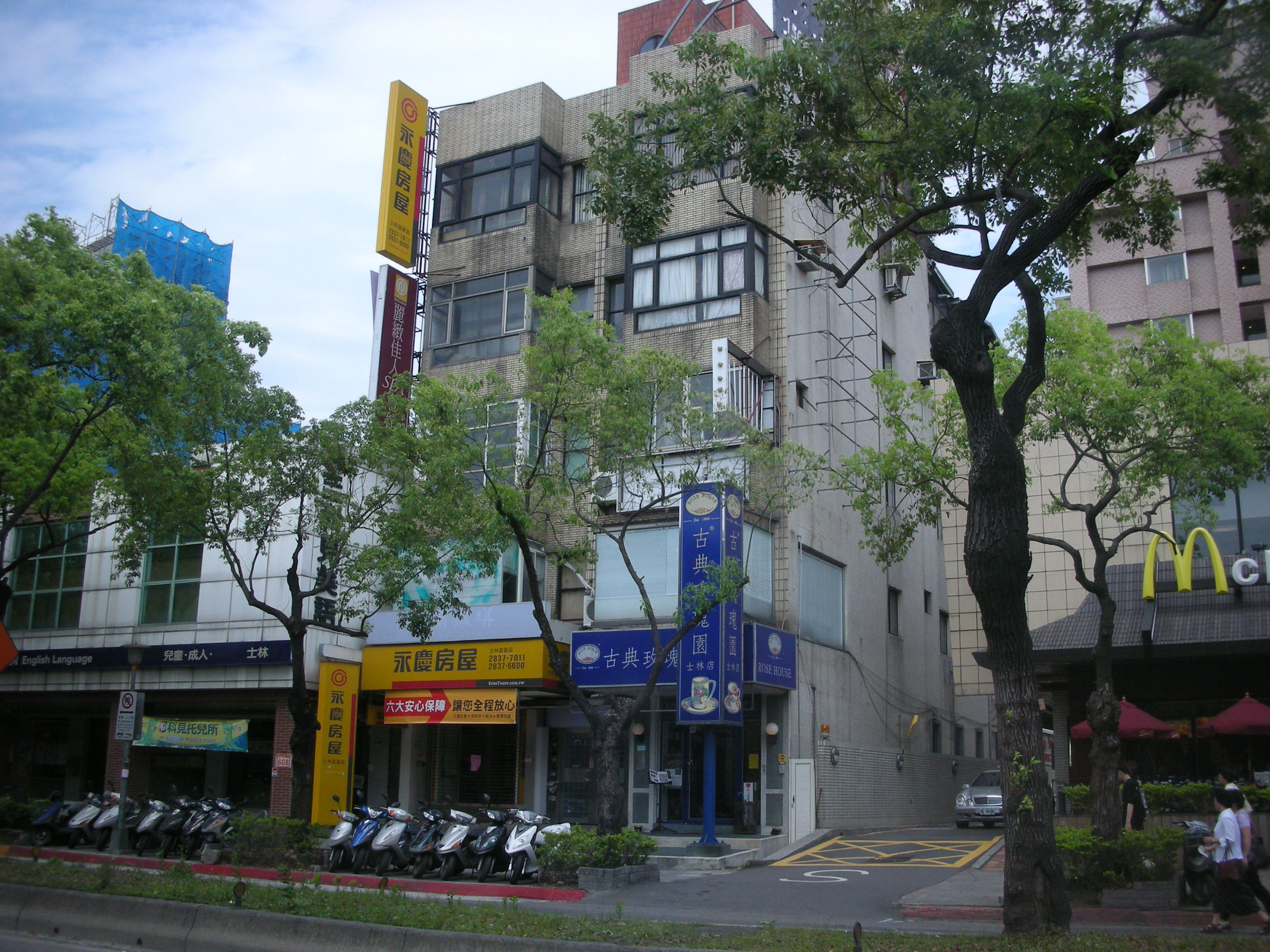
永慶房屋士林直營店

永慶房屋仲介股份有限公司（英語：Yung Ching Rehouse Co.，簡稱：永慶房屋），是台灣房屋仲介公司之一，由孫慶餘於1988年創立，主營業項目包括房地產仲介業務、房地產鑑價業務、新成屋/預售屋代銷業務等項目。

## 關係企業
永慶房屋與其他四個加盟品牌永慶不動產、永義房屋、有巢氏房屋、台慶不動產，同屬永慶房產集團，且永慶房屋為永慶房產集團核心事業單位。 

## 爭議

### 廣告看板抹黑信義房屋
2021年5月起，永慶房屋在雙北地區架設至少120面廣告看板，其中夾帶「黑心信義還我錢來粉絲團與本集團無關」字樣。2022年3月，台北地院裁定相關字樣應移除，高等法院在7月進一步認定，永慶房屋的廣告夾帶爭議用語，可能導致信義房屋的商譽及營業利益受損，必須將電視廣告、網路影音媒體、報章雜誌、文宣傳單中的相關字樣移除，不可以再用任何方式重新刊登。對此，永慶房屋聲明，「黑心信義還我錢來」粉絲團非該公司設立，並提起抗告，最高法院在11月駁回抗告。

### 與好房網共同發布假消息
信義房屋指控，永慶房屋及好房網共同散布不實資訊攻擊信義房屋。台北地院在2023年7月在判決，好房網的法定代理人和永慶房屋的法定代理人為夫妻，兩家公司關係密切，好房網散布不實訊息，侵害信義房屋的名譽權、信用權或商譽，違反《公平交易法》，須賠信義房屋300萬元，登報澄清，也不可以再購買「信義房屋」關鍵字廣告。

### 房仲隱瞞漏水屋況
黎男及其父母於2021年至台北市松山區看屋，黃姓屋主及永慶房屋王姓仲介2人明知房屋有滲漏水情形，卻在「標的物現況說明書」上「建物現況是否有滲漏水情形」欄勾選「否」。黎男入住後，於2022年發現漏水，控告黃、王2人，前租客證明他有告知屋主漏水情形，LINE中有相關對話。台北地院在2025年2月依詐欺取財罪判決黃姓屋主、王姓仲介有期徒刑各4、3月，可易科罰金，沒收犯罪所得。永慶房屋則回應，交屋後才得知買方反應漏水問題，立即積極協助處理，也和買方達成民事和解，對刑事判決深表遺憾，該房仲已提起上訴。

### 盜簽客戶姓名
永慶房屋台北市東門店劉姓仲介人員在2022年接受黃姓屋主委託賣屋，並在合約期滿後偽造屋主簽名繼續銷售，被台北地院依《刑法》偽造文書罪判處2個月徒刑。

### 販賣海砂屋
2022年，多名買家向媒體投訴，經永慶房屋購買的房子有鋼筋鏽蝕、水泥剝落等情形，想檢測氯離子含量確認是否為海砂屋卻被勸阻，找專業人士檢驗後才確認氯離子含量為標準值的3至5倍。

### 房屋坪數短少
2022年，一名買家投訴，永慶房屋在其購屋後至銀行變更坪數，權狀坪數比買賣契約書短少7.19坪，若以實價登錄每坪56萬元計算，價差超過400萬。永慶房屋聲稱是車位的公設比計算錯誤，不退還差額。

### 廣告不實
永慶房屋在廣告中聲稱2020年「成交市占45%」，而公平交易委員會調查後發現只有士林區達到45%，認為永慶房屋廣告不實，違反《公平交易法》第21條，開罰新台幣150萬元。